# Приютово (Темниковський район)
Прию́тово (рос. Приютово, ерз. Приютово) — присілок у складі Темниковського району Мордовії, Росія. Входить до складу Пурдошанського сільського поселення.
Населення — 10 осіб (2010; 13 у 2002).
Національний склад (станом на 2002 рік):
- росіяни — 77 %